# Kuta Jeumpa (Jeumpa)
Kuta Jeumpa is een bestuurslaag in het regentschap Aceh Barat Daya van de provincie Atjeh, Indonesië. Kuta Jeumpa telt 1866 inwoners (volkstelling 2010).